# Kenichiro Meta
Kenichiro Meta (米田 兼一郎 Meta Ken'ichirō?, nacido el 2 de julio de 1982 en Kokubu (actualmente Kirishima), Kagoshima) es un futbolista japonés que se desempeñaba como centrocampista.

## Trayectoria

### Clubes
| Club                | País  | Año         |
| ------------------- | ----- | ----------- |
| Avispa Fukuoka      | Japón | 2001 - 2004 |
| Kyoto Sanga FC      | Japón | 2005 - 2007 |
| Tochigi SC          | Japón | 2007        |
| Tokushima Vortis    | Japón | 2008 - 2010 |
| Sagan Tosu          | Japón | 2011        |
| FC Kagoshima        | Japón | 2012 - 2013 |
| Tegevajaro Miyazaki | Japón | 2016 -      |

## Estadística de carrera

### J. League
| Club               | Año   | J. League | J. League | Copa J. League | Copa J. League | Total | Total |
| Club               | Año   | Part.     | Goles     | Part.          | Goles          | Part. | Goles |
| ------------------ | ----- | --------- | --------- | -------------- | -------------- | ----- | ----- |
| Avispa Fukuoka     | 2001  | 0         | 0         | 0              | 0              | 0     | 0     |
| Avispa Fukuoka     | 2002  | 6         | 0         | -              | -              | 6     | 0     |
| Avispa Fukuoka     | 2003  | 33        | 0         | -              | -              | 33    | 0     |
| Avispa Fukuoka     | 2004  | 43        | 2         | -              | -              | 43    | 2     |
| Kyoto Purple Sanga | 2005  | 43        | 0         | -              | -              | 43    | 0     |
| Kyoto Purple Sanga | 2006  | 19        | 0         | 5              | 2              | 24    | 2     |
| Kyoto Sanga FC     | 2007  | 0         | 0         | -              | -              | 0     | 0     |
| Tokushima Vortis   | 2008  | 42        | 1         | -              | -              | 42    | 1     |
| Tokushima Vortis   | 2009  | 38        | 0         | -              | -              | 38    | 0     |
| Tokushima Vortis   | 2010  | 0         | 0         | -              | -              | 0     | 0     |
| Sagan Tosu         | 2011  | 5         | 0         | -              | -              | 5     | 0     |
| Total              | Total | 229       | 3         | 5              | 2              | 234   | 5     |

## Palmarés

### Títulos nacionales
| Título    | Club               | País  | Año  |
| --------- | ------------------ | ----- | ---- |
| J2 League | Kyoto Purple Sanga | Japón | 2005 |